# ويليام أ. هوكينز
ويليام أ. هوكينز (بالإنجليزية: William A. Hawkins)‏ هو شخصية أعمال أمريكي، ولد في 1954.

## وصلات خارجية
- ويليام أ. هوكينز على موقع إن إن دي بي (الإنجليزية)